# Masama Rundugai
Masama Rundugai è una circoscrizione mista (mixed ward) della Tanzania situata nel distretto di Hai, regione del Kilimangiaro. Conta una popolazione di 14 033 abitanti (censimento 2012).